# Herb Ośna Lubuskiego
Herb Ośna Lubuskiego – jeden z symboli miasta Ośno Lubuskie i gminy Ośno Lubuskie w postaci herbu przyjęty przez radę miejską 14 marca 2019 r.

## Wygląd i symbolika
Herb przedstawia w białej (srebrnej) tarczy herbowej czerwonego orła askańskiego o złotym dziobie i łapach.

## Historia

Herb Ośna Lubuskiego w latach 2007-2019

Herb Ośna Lubuskiego w latach 1950-2007

W latach 1950–2007 obowiązywał herb o tarczy dwudzielnej w słup, z połową białego nieukorowanego orła polskiego (tzw. „piastowskiego” lub wielkopolskiego z racji powiązań miasta z tą krainą) w polu czerwonym, co miało podkreślić przyłączenie Ośna do Polski w 1945 roku, a także przynależność do Polski jeszcze przed czasami kolonizacji niemieckiej w połowie XIII wieku, i czerwoną różą o żółtym środku i zielonych liściach w polu białym, która miała podkreślać ogrodnicze tradycje miasta.
W 2007  przywrócono w herbie miasta orła askańskiego.